# Imperi Tukulor

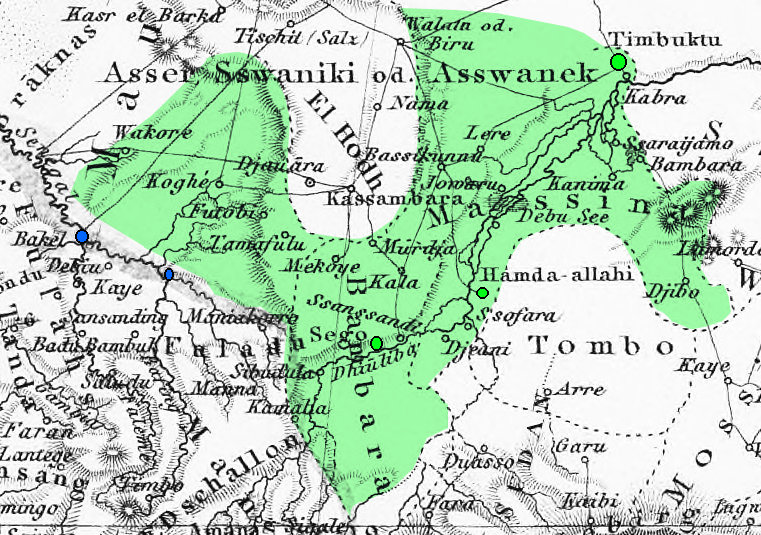
Mapa alemany contemporani (1861), mostrant els diferents estats anteriors a l'ascens d'Umar Tall, acolorits per representar l'imperi de Umar el 1861. Les capitals conquistades apareixen en verd, els forts francesos en blau.

L'Imperi Tuculor (o Tukulor o Toucouleur) també esmentat com l'Estat de la Tijaniyya o Estat de la Gihad Tijaniyya o Segu Tuculor) fou un domini territorial que va ser fundat al segle xix pel al-Hadjdj Umar Tall de l'ètnia tuculor, en zones de l'actual Mali.

## Inici de la gihad
Umar Tall va tornar del pelegrinatge (Hadjdj) el 1836, portant els títols d'al-Hadjdj i califa de la confraria Tijaniyya del Sudan. Després d'una llarga estada al Futa Toro, actualment Senegal, es va desplaçar fins a Dinguiraye, cap a l'est de Futa Djalon, en l'actual Guinea, lloc que va esdevenir la base d'operacions per de la seva gihad començada el 1852.

## Expansió de l'imperi
Després d'abandonar l'enfrontament emb l'exèrcit colonial francès després del fracàs del seu intent de 1857 de conquerir el fort de Medina (infructuosament assetjat durant mesos), Umar Tall es va llançar contra els regnes bambara amb major èxit. Primer va atacar Kaarta i posteriorment Segu. Després de la decisiva victòria de la batalla de Segu el 10 de març de 1861, va fer de Segu la capital del seu imperi. Un any més tard, va deixar la seva organització i gestió en mans del seu fill Ahmadu Tall, per conquistar Hamdullahi, capital de l'imperi fulani de Massina.
Umar Tall va tornar a provar la derrota en un intent fallit de conquistar Tombuctú, i es va replegar fins a Deguembéré, prop de Bandiagara, a la regió del poble dogón. El 1864, va morir en aquest lloc, després d'una explosió de reserves de pólvora.

## L'imperi després de la mort de Umar Tall
El seu nebot, Tidiani Tall, el va succeir i va instal·lar la capital de l'Imperi Tuculor a Bandiagara. A Segu, Ahmadu Tall, fill d'Umar, va continuar regnant amb èxit, suprimint diferents intents de ciutats veïnes de separar-se, però progressivamene es va trobar embolicat en conflictes amb els seus germans.
En 1890, els francesos, aliats amb els bambares, van entrar a Ségou (Segu), i Ahmadu es va escapar (vegeu Tercera campanya d'Archinard). Després de mesos pel desert va aconseguir l'hospitalitat d'al-Hadjdj Bougoumi, cap de Nampala, que finalment el va acompanyar a Macina. Es va presentar a Bandiagara a la cort del seu germà Muniru, que el va posar al seu costat. Ahmadu no va tardar en conspirar i va assassinar Muniru (1891) proclamant-se Amir al-Mu´minin i va continuar l'imperi fins a la conquesta francesa el 1893.

## Governants
- 1861 - 1864 Imam al-Hadjdj Umar Tall ibn Said
- 1864 - 1888 Ahmad ibn Umar (imam fins a 1869; amir al-Muminin des de 1869) (a Segu)
- 1864 - 1887 Ahmad ibn Ahmad al-Tijani (amir al-Miminim) (a Macina)
- 1887 - 1888 Said ibn Umar al-Tafsir (a Macina)
- 1888 - 1891 Muniru ibn Umar (a Macina)
- 1891 - 1893 Ahmad ibn Umar (a Macina)